# Bandeira das Ilhas Virgens Britânicas
A bandeira das Ilhas Virgens Britânicas foi adotada em 15 de novembro de 1960, depois que as ilhas foram transformadas em uma colônia britânica separada. Anteriormente, o território era administrado como parte das Ilhas Britânicas de Sotavento.

## História
As IVB fazima parte da colônia das Ilhas Leeward 1º de julho de 1956, contudo, não adquiriu símbolos próprios até 1960, quando, por mandato real de 15 de novembro, recebeu um brasão, que posteriormente se tornou o emblema da bandeira. O desenho da bandeira foi modificado para o atual em 1999, quando o escudo foi ampliado e delineado em branco.

1871-1956, quando fazia parte das Ilhas Leeward

## Características

Brasão de armas das Ilhas Virgens Britânicas

Seu desenho consiste em um retângulo de proporção comprimento-largura de 2:1. É um pavilhão britânico azul com o escudo do Brasão de armas das Ilhas Virgens Britânicas no batente (lado direito da bandeira). O azul da bandeira é o Pantone 281C, e o vermelho, 186C.
| Cor | Sistema Pantone | CMYK        | RGB           | Hex     |
| --- | --------------- | ----------- | ------------- | ------- |
|     | Branco          | 0.0.0.0     | 255, 255, 255 | #FFFFFF |
|     | Azul 281C       | 100.78.0.57 | 0, 32, 91     | #00205B |
|     | Vermelho 186C   | 0.100.80.5  | 200, 16, 46   | #C8102E |

O brasão é composto por um escudo do tipo clássico orlado uma estreita faixa branca. O escudo possui um campo verde no qual uma mulher vestida com um vestido branco e virada para a esquerda segurando uma lamparina a óleo. Ao lado desa mulher há outras onze lamparinas. Abaixo do escudo há um listel na cor amarelo-ouro com a inscrição VIGILATE em letras em caixa alta, serifadas e na por preta.

## Simbolismo
A figura central no brasão representa Santa Úrsula, uma santa da Igreja Católica natural da Grã-Bretanha, martirizada por volta do ano 383 em Colônia na Alemanha. As onze lamparinas significam as onze virgens assassinadas com Santa Úrsula pelos Hunos. O lema presente na bandeira diz Vigilate, que traduzido do latim é fique atento ou vigiai. As lâmpadas a óleo também são referenciadas como um símbolo em todo o Novo Testamento, inclusive na Parábola das Dez Virgens.

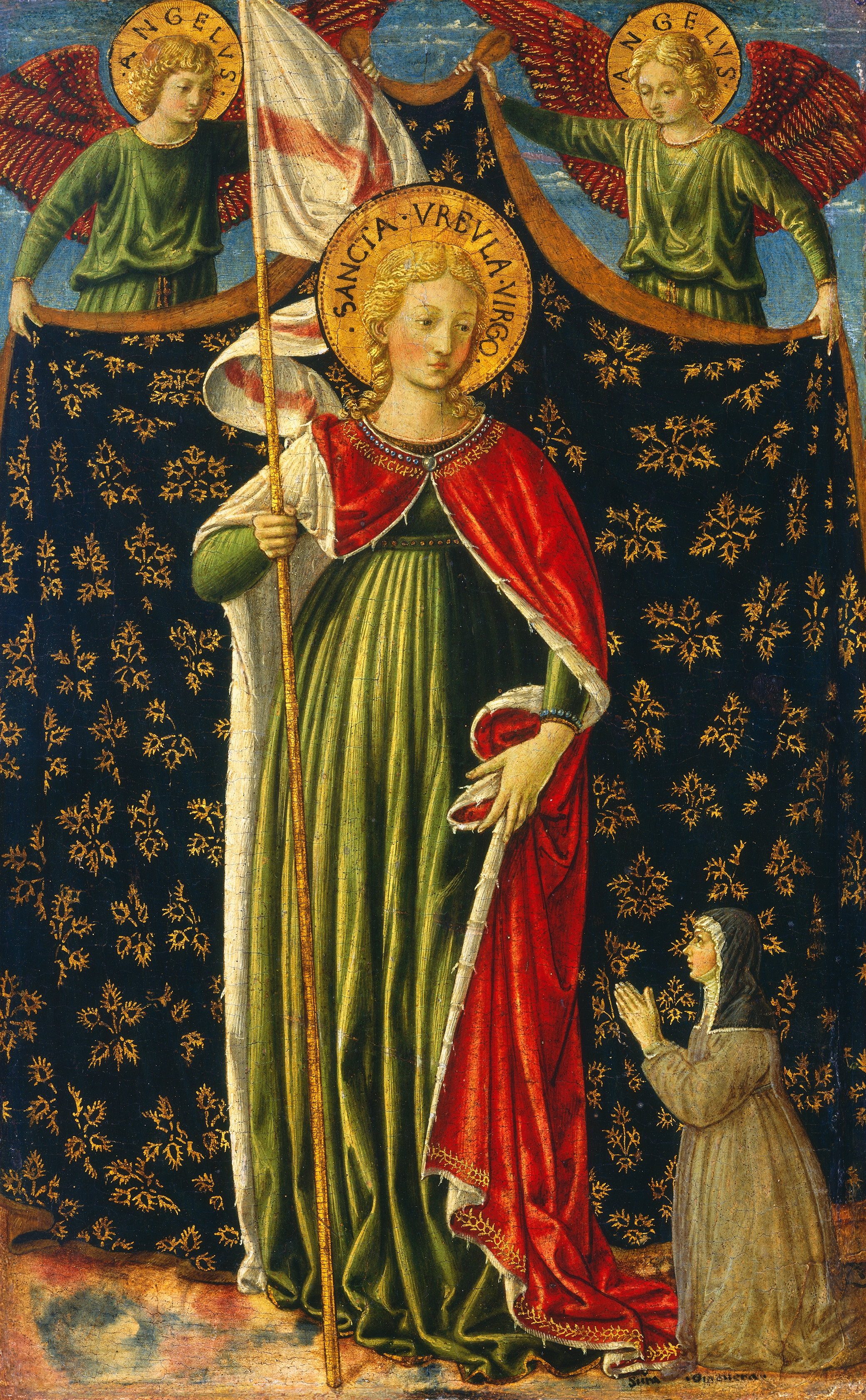
Santa Úrsula com dois Anjos e Doadora (c. 1455-1460), de Benozzo Gozzoli
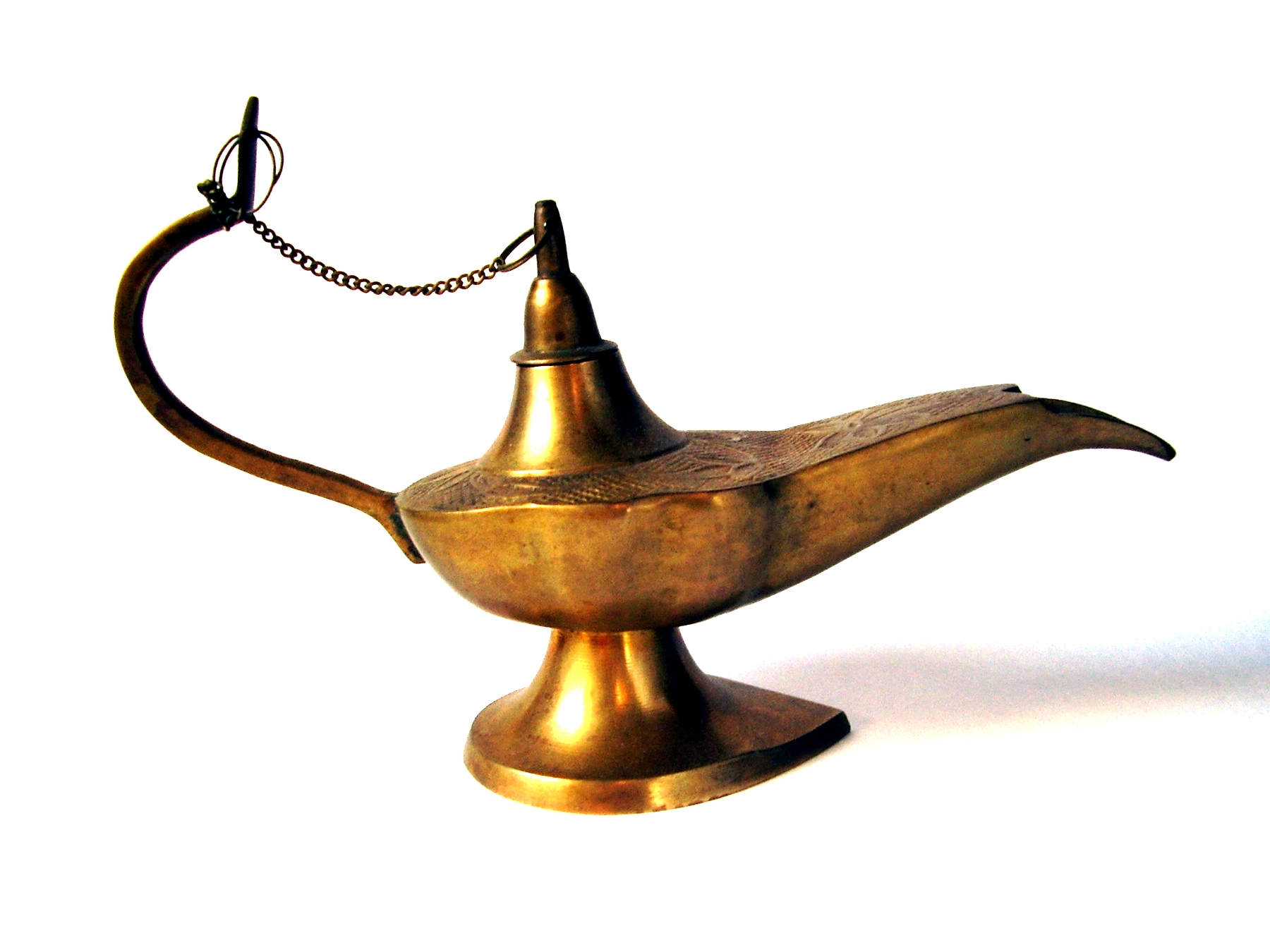
Lamparina a óleo

## Uso

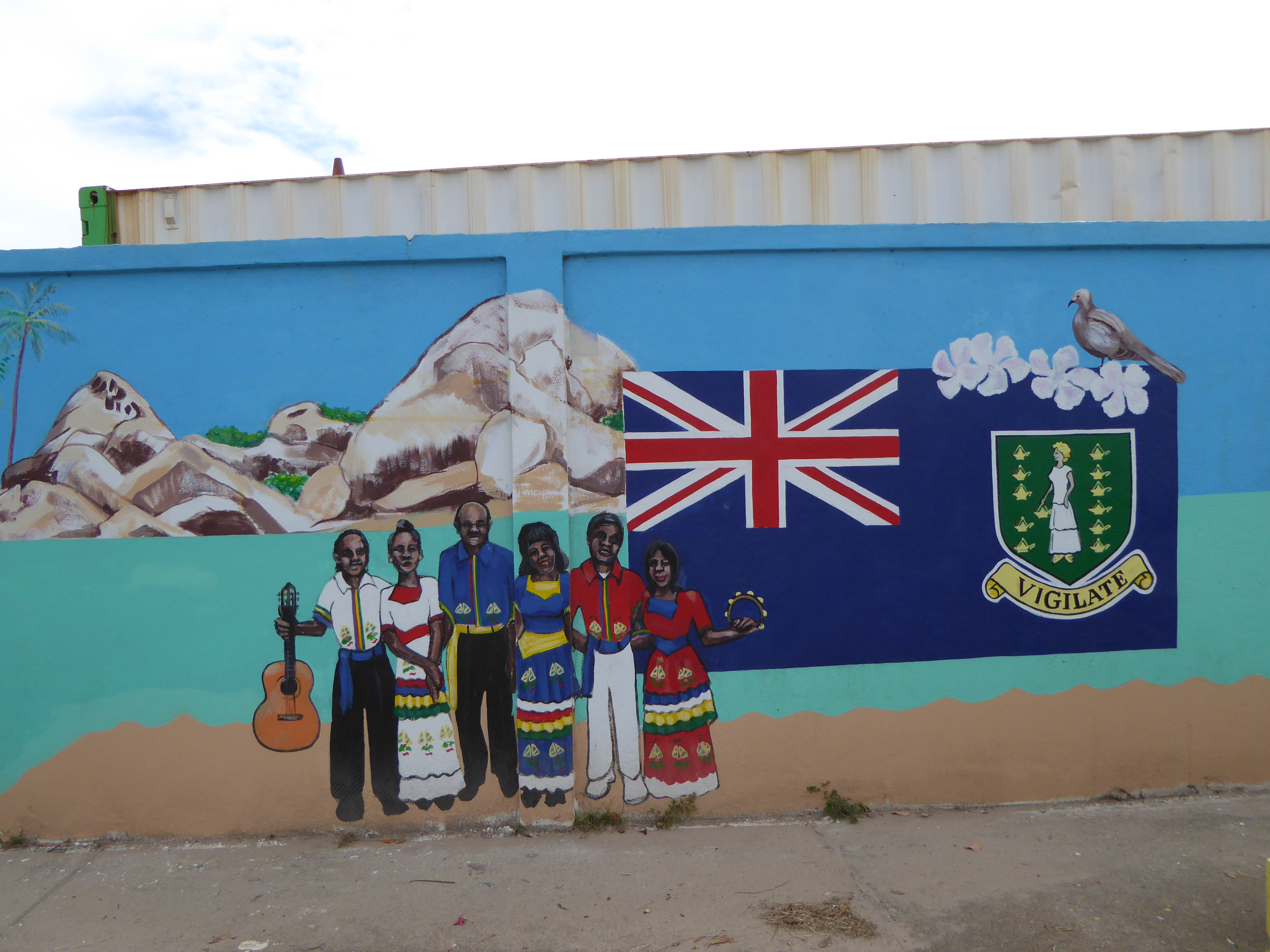
Grafite com a bandeira das IVB

A bandeira das Ilhas Virgens Britânicas nunca deve ser hasteada acima de outra bandeira, indicando superioridade, ou vice-versa, indicando inferioridade, nem deve ser arrastada pelo chão. A bandeira deve sempre ser hasteada em boas condições, caso contrário, seria desrespeitar a nação. Deve-se tomar o devido cuidado para garantir que a bandeira esteja sendo erguida da maneira correta. A bandeira é hasteada do nascer ao pôr do sol e todos os prédios do governo são incentivados a usá-la. Quando uma bandeira deve ser descartada, ela deve ser destruída de maneira digna, de preferência queimando em particular com respeito.

## Bandeira do Governador

bandeira do governador

O governador das Ilhas Virgens Britânicas tem uma bandeira separada, uma bandeira da União com o seu brasão de armas ao centro. Esse design é semelhante às bandeiras dos outros Governadores nos territórios ultramarinos britânicos. A bandeira governamental deve ser usada na Casa do Governo quando o governador estiver em residência ou dentro do território.